# Perdita malacothricis
Perdita malacothricis är en biart som beskrevs av Timberlake 1956. Perdita malacothricis ingår i släktet Perdita och familjen grävbin. Inga underarter finns listade i Catalogue of Life.